# Лионе, Фабио
Фабио Тордильоне (итал. Fabio Tordiglione), более известный как Фабио Лионе (итал. Fabio Lione) — итальянский певец, вокалист группы Rhapsody of Fire, в которой выступал с 1997 по 2016 годы, а позже воссоединился с оригинальным составом Rhapsody в отдельном проекте. Он также пел в группах Labyrinth, Vision Divine и Kamelot, а в данный момент выступает с группой Angra.

## Карьера
Фабио родился 9 октября 1973 года в Пизе, Италия. В детстве музыкой не увлекался, но подростком был поклонником Queen и Europe. Окончил технический колледж, по специальности никогда не работал.
Параллельно с учёбой с 17 лет пел в любительской группе, исполнявшей кавер-версии рок-н-ролла 50-х, и брал уроки вокала. В своей манере пения он стал подражать традиционному итальянскому бельканто. Фабио использовал сценический псевдоним Джо Терри, от которого вскоре отказался. С этим псевдонимом он принял участие в записи альбома прогрессив-группы Athena A new religion. В 1993 Фабио стал одним из основателей группы Labyrinth, с которой записал мини-альбом Piece of Time и альбом No Limits (1995).
В 1997 году Фабио присоединился к группе Rhapsody, которой нужен был вокалист для записи её первого альбома Legendary Tales. Лионе не был знаком прежде с Лукой Турилли и Алексом Старополи, поэтому отношения между ними начались со скандала: вокалист отказывался исполнять не понравившуюся ему песню "Land of Immortals". Однако вскоре отношения в группе наладились, и Лионе стал постоянным вокалистом Rhapsody на всех альбомах группы, а в 2000-е даже сам написал для неё несколько песен. Его любимый альбом — Power of the Dragonflame, где он впервые продемонстрировал способность петь близко к гроулингу.
Одновременно с работой в Rhapsody Лионе участвовал в большом количестве других проектов. Он сотрудничает с прог-группой Vision Divine, отколовшейся от Labyrinth, принял участие в записях альбомов Ayreon и Beto Vázquez Infinity. В 2011 году он временно заменял Роя Хана в составе Kamelot. Также Фабио под псевдонимом J. Storm записал несколько песен в стиле евробит. В 2017 году Фабио Лионе принял участие в записи альбома The Unshatterable Light российского студийного проекта Coherent Souls Orchestra, исполнив три композиции (одну из них — в дуэте с Петром Елфимовым).
В 2017—2018 годы Лионе принял участие в воссоединении классического состава Rhapsody: вместе с Лукой Турилли, Патрисом Герсом и Алексом Хольцвартом (из классического состава не участвовал только Старополи) и под названием Rhapsody они провели тур, исполняя старые песни группы. В 2019 году тем же составом они записали альбом Zero Gravity (Rebirth and Evolution).

## Дискография

### Rhapsody/Rhapsody of Fire
- Legendary Tales (1997)
- Emerald Sword (1998)
- Symphony of Enchanted Lands (1998)
- Holy Thunderforce (2000)
- Dawn of Victory (2000)
- Rain of a ThousandFlames (2001)
- Power of the DragonFlame (2002)
- Tales from the Emerald Sword Saga (2002)
- The Dark Secret (2004)
- Symphony of Enchanted Lands II: the Dark Secret (2004)
- The Magic Of The Wizard’s Dream (2005)
- Live in Canada 2005: the Dark Secret (2006)
- Triumph or Agony (2006)
- Visions from the Enchanted Lands (2 DVD) (2007)
- The Frozen Tears of Angels (2010)
- The Cold Embrace of Fear - A Dark Romantic Symphony (2011)
- From Chaos to Eternity (2011)
- Live — From Chaos To Eternity (2013)
- Dark Wings Of Steel (2013)
- Into The Legend (2016)

### Другие проекты
- Athena — Athena (Demo) (1993)
- Labyrinth — Piece of Time (1995)
- Labyrinth — No Limits (1996)
- Athena — A New Religion (1998)
- Vision Divine — Vision Divine (1999)
- Vision Divine — Send me an Angel (2002)
- Vision Divine — Colours of My World (Demo) (2002)
- Vision Divine — 9 Degrees West Of The Moon (2009)
- Ayreon — Universal Migrator Part 2: Flight of the Migrator (Композиция Through the Wormhole) (1999)
- Ayreon — Ayreonauts Only (Композиция Through the Wormhole) (2000)
- Athena — Twilight Of Days (Композиция Take My Life Away) (2001)
- Beto Vázquez Infinity — Battle Of Valmourt (Композиция Battle Of Valmourt) (2001)
- Beto Vázquez Infinity — Beto Vázquez Infinity (Композиция The Battle of The Past) (2001)
- Beto Vázquez Infinity —  Wizard (Russian Edition) (Композиция Battle Of Valmourt) (2002)
- Tribute to Helloween — The Keppers of Jericho (2000)
- J.Storm Eurobeat Songs
- Saintsinner — A New Places (Композиция Wings) (2008)
- Sebastien — Tears Of White Roses (Композиции Dorian и Fields Of Chlum (1866 A.D.)) (2010) — Снимался в клипе Dorian релиз, которого, состоялся 22 августа 2012 года.
- Spellblast — Battlecry (Композиции History Of A Siege — Heroes и History Of A Siege — Slaughter) (2010)
- Vexillum — The Wandering Notes (Композиция The Traveller) (2011)
- Infinity Overture — The Infinite Overture Pt. 1 (Композиция The Hunger) (2011)
- 4th Dimension — The White Path To Rebirth (Композиция A New Dimension) (2011)
- Opening Scenery — Mystic Alchemy (Композиции Mystic Alchemy Suite — Scene I: The Final Destination и Mystic Alchemy Suite — Scene II: Old Memories) (2011)
- Infinita Symphonia — A Mind’s Chronicle (Композиция Here There’s No Why) (2011)
- No Gravity — Worlds In Collision (Композиция Voices From The Past) (2011)
- Teodasia — Upwards (Композиция Lost Words Of Forgiveness) (2012) — Снимался в клипе Lost Words Of Forgiveness релиз, которого, состоялся 2 февраля 2012 года.
- Vision Divine — Destination Set to Nowhere (2012)
- Thy Majestie — ShiHuangDi (Композиция End Of The Days) (2012)
- Astral Domine — Arcanum Gloriae (Композиция Where Heroes Die) (2014)
- Kaledon — Altor: The King’s Blacksmith (Композиция A Dark Prison) (2013)
- Hollow Haze — Countdown to Revenge (2013)
- Wisdom — Marching for Liberty (Композиция Marching for Liberty) (2013)
- Altair — Lost Eden (Композиция Power of the Gods) (2013)
- Angra — Angels Cry — 20th Anniversary Tour (2013)
- Imperial Age - Vanaheim (2014)
- Imperial Age — Warrior Race (2014) (Композиции Vanaheim, Warrior Race, Battle Heart, Antem of Valour)
- Anciet Bards - A New Dawn Ending (Композиция The Last Resort) (2014)
- Ibridoma — Goodbye Nation (Композиция Land Of Illusion) (2014)
- Timo Tolkki’s Avalon — Angels of the Apocalypse (Композиции Song of Eden, Jerusalem is Falling и Stargate of Atlantis) (2014)
- Etherna — Forgotten Beholder (Композиция It’s Not a Goodbye) (2014)
- Flashback Of Anger — T. S. R. (Terminate and Stay Resident) (Композиция Black Prince) (2014)
- Prey For Nothing — The Reasoning (Композиция Shrouded Haven) (2014)
- Angra — Secret Garden (2014)
- Schema Zeta — Viola (Композиция Viola) (2015)
- Ethereal Dawn — The Moonlight Of Gloom (Композиция Behind Your Eyes) (2015)
- Edenwar — Edenwar (Композиция Depth Of Insanity) (2015)
- Imperial Age — Warrior Race (Композиции Vanaheim, Warrior Race, Battle Heart, Antem of Valour) (2016)
- Terra Prima — Second (Композиция Coming Home) (2016)
- Sage’s Recital - The Winter Symphony (Композиция The Winter Symphony) (2016)
- Pino Scotto — Live For A Dream (Композиция Easy Way to Love) (2016)
- Wings Of Desteny — Kings Of Terror (Композиция Angels & Demons) (2016)
- Derdian — Revolution Era (Композиция Lord Of War) (2016)
- Coherent Souls Orchestra[3] - The Unshatterable Light (Композиции Incident, Straying, Awareness) (2017)